# Tracunhaém
Tracunhaém is een gemeente in de Braziliaanse deelstaat Pernambuco. De gemeente telt 13.265 inwoners (schatting 2009).
De gemeente grenst aan Nazaré da Mata, Paudalho, Itaquitinga, Araçoiaba en Carpina.